# أندريا كارنيفالي
أندريا كارنيفالي (بالإيطالية: Andrea Carnevale)‏ (مواليد 12 يناير 1961) هو لاعب كرة قدم. يلعب مع منتخب إيطاليا لكرة القدم. سبق له أن لعب في كأس العالم لكرة القدم مع منتخب بلاده.

## روابط خارجية
- أندريا كارنيفالي على موقع الاتحاد الدولي (مؤرشف)  (الإنجليزية)
- أندريا كارنيفالي على موقع قاعدة بيانات كرة القدم.إي يو (الإنجليزية)
- أندريا كارنيفالي على موقع ناشيونال فوتبول تيمز (الإنجليزية)
- أندريا كارنيفالي على موقع عالم كرة القدم.نت (الإنجليزية)
- أندريا كارنيفالي على موقع أوليمبيديا (الإنجليزية)